# Сероспинная джунглевая мухоловка
Сероспинная джунглевая мухоловка (лат. Vauriella goodfellowi) — вид воробьиных птиц из семейства мухоловковых. Ранее помещался в род Rhinomyias, однако опубликованное в 2010 году молекулярное исследование обнаружило полифилию этого рода. Видовое название присвоено в честь британского учёного Уолтера Гудфеллоу.

## Описание
Длина тела 17,5—18 см. Крупные серые птицы. Корона, лоб и затылок черновато-шиферные, но низ лба и надлобная область беловатые.

## Биология
Диета не выяснена. Вероятно, она состоит из мелких беспозвоночных.
Эндемик Филиппин. Обитают во влажных горных лесах субтропиков и тропиков. 
МСОП присвоил виду охранный статус NT.